# Schmiechen
Schmiechen ist eine Gemeinde im schwäbischen Landkreis Aichach-Friedberg. Die Gemeinde ist Mitglied der Verwaltungsgemeinschaft Mering.

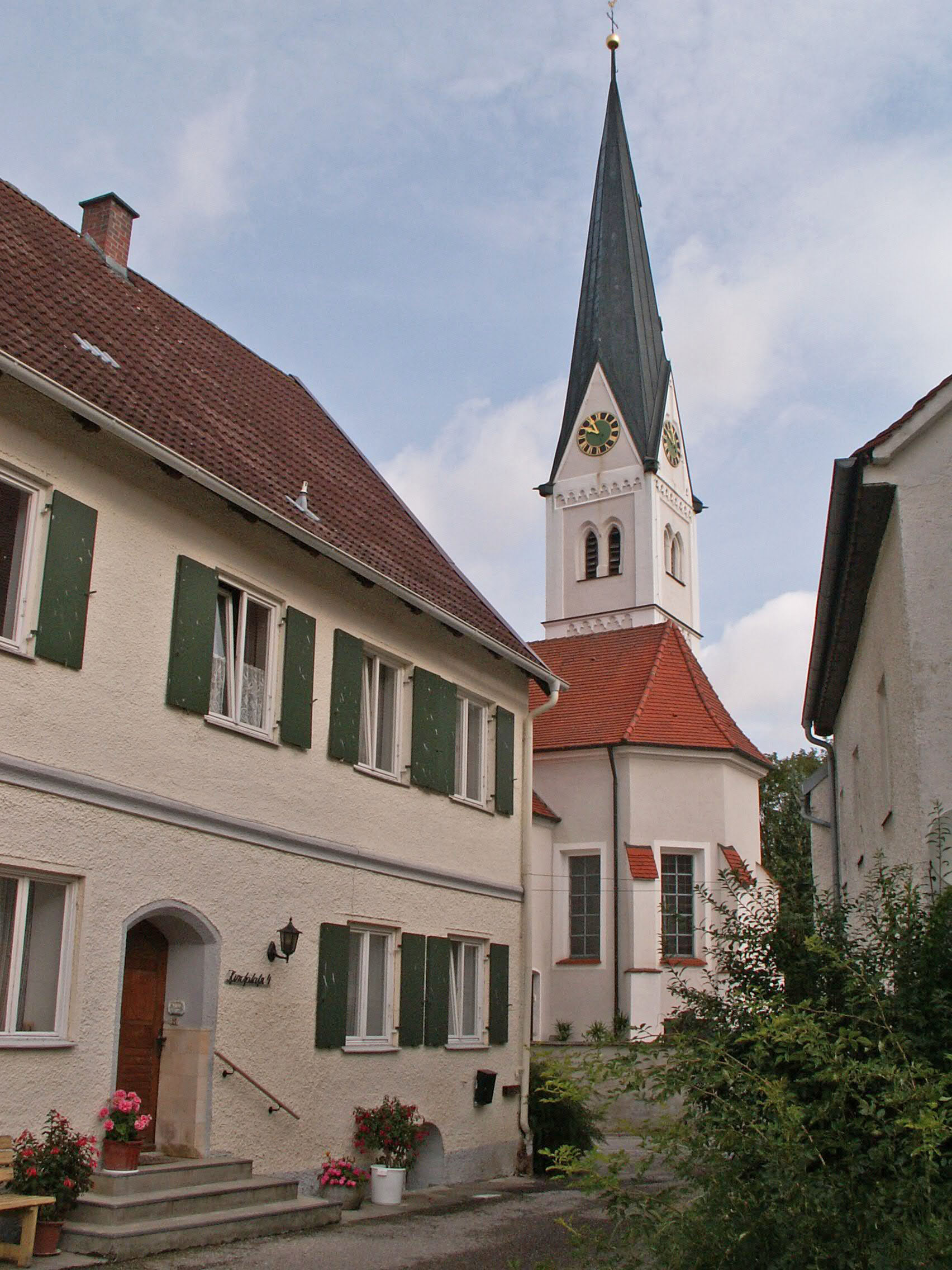
Blick vom Stanesbauer auf die Kirche in Schmiechen

## Geografie
Die Gemeinde hat vier Gemeindeteile. Auf der Gemarkung Schmiechen liegen das Pfarrdorf Schmiechen und der Weiler Plankmühle, auf der Gemarkung Unterbergen das Kirchdorf Unterbergen und die Einöde Lechaumühle, der einzige Gemeindeteil Schmiechens westlich des Lechs.
Schmiechen liegt etwa sechs Kilometer südlich von Mering zwischen Unterbergen und Heinrichshofen. Der Ort hat einen Bahnhof an der etwa einen Kilometer östlich des Ortskerns verlaufenden Ammerseebahn. Am Bahnhof entstand 1961 ein Neubaugebiet.
Unterbergen liegt etwa zweieinhalb Kilometer nordwestlich von Schmiechen an der Straße zwischen Mering und Prittriching und befindet sich größtenteils unterhalb der Hangkante der Lechleite, dem Rand des Urstromtals des Lechs, woraus sich der Name des Dorfs ergeben hat. Die Staustufe 22 des Lechs liegt etwa einen Kilometer westlich; zwischen Lech und Unterbergen fließt der Hagenbach, ein Teil der Friedberger Ach.

## Geschichte

### Bis zum 19. Jahrhundert
Erstmals taucht der Name Schmiechens in einer in das Jahr 804 datierten Schenkung zur Zeit des Bischofs Atto von Freising (783–811) auf. Die Herren von Schmiechen werden erstmals mit Heinrich I. um 1132 urkundlich erwähnt, im Ort befand sich die Burg Schmiechenstein.
Stephan von Schmiechen hat um das Jahr 1400 die Wallfahrtskirche Maria Kappel erbaut. Er war im Gefolge des bayerischen Herzogs Ludwig VII. des Gebarteten am Königshof in Frankreich und nahm mit Johann von Burgund 1396 am Kreuzzug gegen die auf dem Balkan vordringenden Osmanen teil. Nach der Schlacht bei Nikopolis erlitten die Christen eine furchtbare Niederlage. Johann von Burgund und 12 seiner Begleiter schenkte der Sultan das Leben, darunter Stephan von Schmiechen.
Mit Stephan dem Jüngeren starb das Geschlecht der Herren von Schmiechen in der männlichen Linie aus. Über Stephans Tochter Elsbeth wurden die Herren von Gumppenberg die neuen Herrn. 1442 wurde Schmiechen  zusammen mit Heinrichshofen und Unterbergen erstmals als eine aus einem Dorfgericht hervorgegangene Hofmark bezeichnet, in der Erhard von Gumppenberg die Niedere Gerichtsbarkeit innehatte. Den bald stark  zersplitterten Besitz kauften ab 1498 die bayerischen Herzöge Wolfgang und Georg der Reiche auf. Nach dem Landshuter Erbfolgekrieg fiel der Ort an die Habsburger, die die Hofmark 1506 an die Fugger verkauften, die das Schloss Schmiechen zum Sitz ausbauten.
Schmiechen war vor 1800 Amtssitz und eine geschlossene Hofmark der Grafen Fugger-Kirchberg. 1818 wurde durch die Gemeindeedikte im Königreich Bayern die Gemeinde Schmiechen gegründet. Hofmark und Patrimonialgerichtsbarkeit der Freiherren von Thünefeld (ab 1814) wurden nach der Revolution 1848 aufgelöst.

### Eingemeindungen
Im Zuge der Gebietsreform in Bayern wurde am 1. Mai 1978 die Gemeinde Unterbergen, zu der auch die Lechaumühle gehörte, eingegliedert. Das ehemalige Gemeindegebiet bildet seither die Gemarkung Unterbergen innerhalb der Gemeinde Schmiechen.

### Einwohnerentwicklung
Zwischen 1988 und 2019 wuchs die Gemeinde von 963 auf 1373 um 410 Einwohner bzw. um 42,6 %.

## Politik

### Gemeinderat
Dem Gemeinderat gehören nach der Kommunalwahl 2020 zehn Mitglieder der Freien Wählergemeinschaft Schmiechen/Unterbergen und zwei Mitglieder von Bündnis 90/Die Grünen.
In der Amtszeit 2014 bis 2020 gehörten nach der Kommunalwahl 2014 neun Gemeinderäte der Freien Wähler Schmiechen/Unterbergen und drei Gemeinderäte der Wählervereinigung Schmiechen-Unterbergen an.
| Parteien und Wählergemeinschaften        | 2020  | 2020  | 2014  | 2014  |
| Parteien und Wählergemeinschaften        | %     | Sitze | %     | Sitze |
| ---------------------------------------- | ----- | ----- | ----- | ----- |
| Freie Wähler Schmiechen/Unterbergen      | 83,1  | 10    | 72,5  | 9     |
| Bündnis 90/Die Grünen (Grüne)            | 16,9  | 2     | –     | –     |
| Wählervereinigung Schmiechen-Unterbergen | –     | –     | 27,5  | 3     |
| Gesamt                                   | 100,0 | 12    | 100,0 | 12    |
| Wahlbeteiligung in %                     | 70,8  | 70,8  | 72,4  | 72,4  |

### Bürgermeister
Bürgermeister Josef Wecker (Freie Wählergemeinschaft Schmiechen/Unterbergen) ist seit 2014 im Amt und wurde am 15. März 2020 mit 92,5 Prozent der Stimmen für weitere sechs Jahre bestätigt.

### Wappen

Schloss Schmiechen gegen Ende des 17. Jahrhunderts auf einem Kupferstich von Michael Wening

|  | Blasonierung: „Über einem silbernen Schildfuß in Blau ein goldengekrönter, hermelinbesetzter silberner Stulphut, der mit drei goldenen Straußenfedern besteckt ist.“ |
|  | |

## Baudenkmäler
- Wallfahrtskirche Maria Kappel
- Schloss Schmiechen (Fuggerschloss)

## Wirtschaft und Infrastruktur

### Schienenverkehr

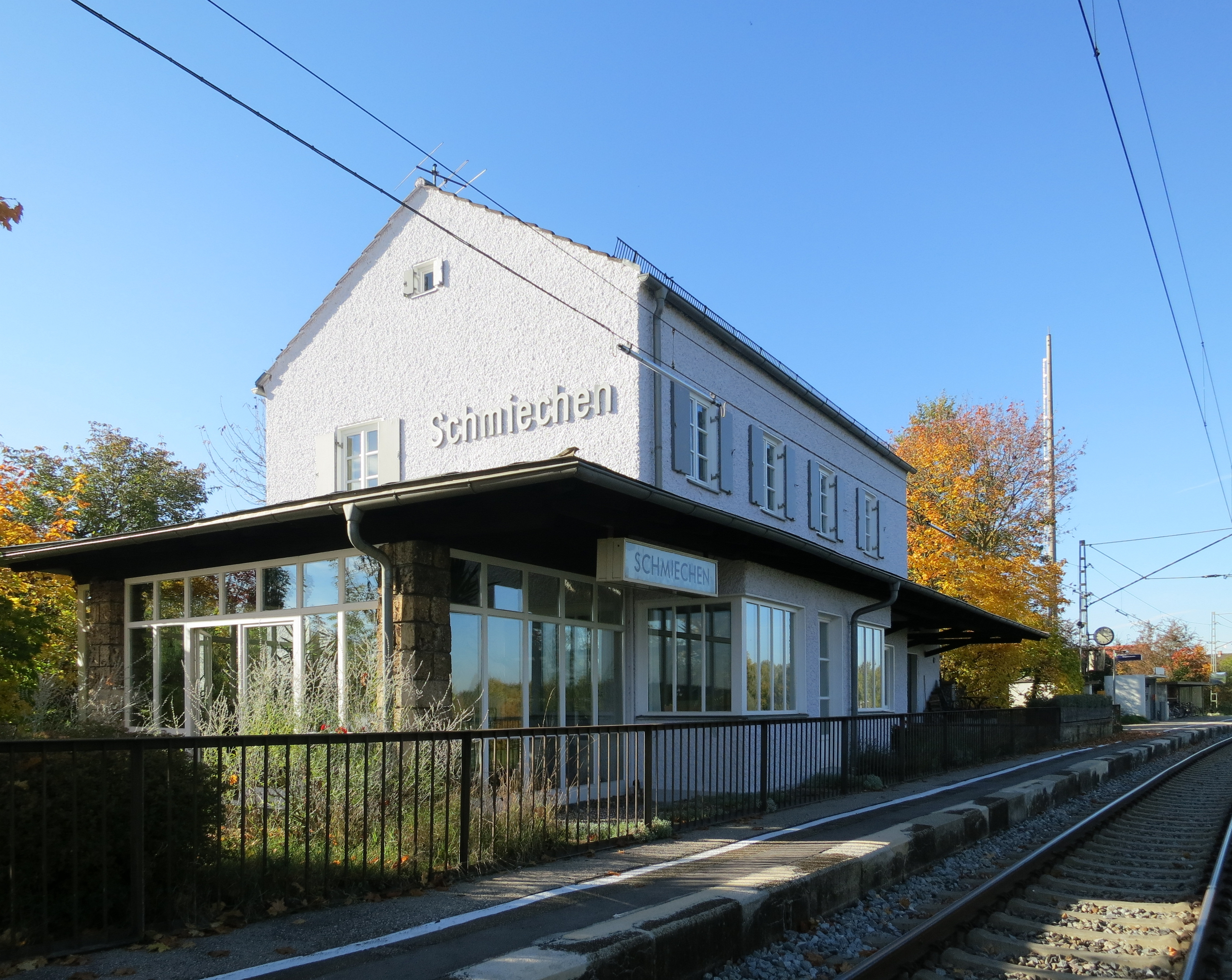
Empfangsgebäude des Bahnhofs Schmiechen

Östlich von Schmiechen verläuft die eingleisige Ammerseebahn von Mering über Geltendorf nach Weilheim. Sie wird von der Deutschen Bahn als Kursbuchstrecke 985 geführt. An der Ammerseebahn befindet sich in der Mitte zwischen Schmiechen und der Nachbargemeinde Steindorf der Bahnhof Schmiechen (Schwab), der heute nur noch ein Haltepunkt ist. Er liegt etwa 800 Meter von der Schmiechener Ortsmitte entfernt im Osten eines erst nach dem Bahnbau entstandenen Wohngebiets.
Die Ammerseebahn wurde am 30. Juni 1898 durch die Königlich Bayerischen Staatseisenbahnen eröffnet. An ihr entstand der Bahnhof Schmiechen. Der Bahnhof erhielt ein zweistöckiges Empfangsgebäude im Heimatstil mit Stellwerksvorbau und angebautem Güterschuppen, das in den 1930er-Jahren umgebaut wurde. Die Gleisanlagen des Bahnhofs bestanden aus dem durchgehenden Hauptgleis am Hausbahnsteig und einem Ladegleis. Durch den Bahnbau stieg die Einwohnerzahl von Schmiechen an. Im Osten des Bahnhofs wurde ein neues Wohngebiet errichtet. Bis zum 7. September 1970 wurde die Ammerseebahn zwischen Mering und Geltendorf elektrifiziert. Im April 1986 wurden Ladegleis und Signalanlagen abgerissen und das Empfangsgebäude verkauft. Der Bahnhof wurde zum unbesetzten Haltepunkt.
Heute besteht der Bahnhof Schmiechen nur noch aus dem durchgehenden Hauptgleis am Hausbahnsteig. Das Empfangsgebäude befindet sich im Privatbesitz und ist bis heute erhalten. Seit dem 29. September 1995 ist der Bahnhof Schmiechen auf der Ammerseebahn der südlichste Bahnhof im Augsburger Verkehrsverbund (AVV). Der Bahnhof wird im Stundentakt durch die Züge der Bayerischen Regiobahn (BRB) von Augsburg-Oberhausen nach Schongau bedient. In der Hauptverkehrszeit fahren einzelne Verstärkerzüge zwischen Augsburg und Geltendorf. Heute bedienen alle Züge, die auf der Strecke verkehren, den Haltepunkt. Seit 1991 fahren keine Fernverkehrszüge mehr auf der Ammerseebahn.

### Nahverkehr
Schmiechen ist an den Augsburger Verkehrsverbund (AVV) angeschlossen. Neben der Anbindung an den Schienenverkehr wird der Ort durch eine Buslinie des AVV bedient. Die Buslinie 108 der DB Regio Bus Bayern GmbH (DRB) verkehrt vom Bahnhof Mering über den Schmiechener Ortsteil Unterbergen nach Schmiechen. Eine weitere Linie stellt die Verbindung nach Landsberg (Lech) her. In der Schmiechener Ortsmitte existieren die Haltestellen Kirche und Ringstraße.

## Persönlichkeiten
- Die Journalistin und Autorin Gerlinde Sommer (* 1963) wurde in Schmiechen geboren.